# Hòa Hiệp Nam, Liên Chiểu
Hòa Hiệp Nam là một phường thuộc quận Liên Chiểu, thành phố Đà Nẵng, Việt Nam.
Phường có diện tích 7,49 km², dân số năm 2005 là 13.555 người, mật độ dân số đạt 1.810 người/km².

## Lịch sử
Phường Hòa Hiệp Nam được thành lập năm 2005 trên cơ sở một phần diện tích và dân số của phường Hòa Hiệp.